# Chung (họ)
Chung là một họ của người châu Á. Họ này có mặt ở Việt Nam, Trung Quốc (chữ Hán: 鍾, Bính âm: Zhong) và Triều Tiên tuy rất hiếm (Hangul: 종, Romaja quốc ngữ: Jong). Trong danh sách Bách gia tính họ này đứng thứ 149, về mức độ phổ biến họ này xếp thứ 54 ở Trung Quốc theo thống kê năm 2006. Trong Bách gia tính còn một họ khác cũng có phiên âm Hán Việt là Chung, đó là họ 終, tuy vậy họ này rất hiếm.

## Người Việt Nam họ Chung
- Chung Tấn Cang, phó đô đốc Hải quân Việt Nam Cộng hòa
- Chung Thanh Phong (sinh 1988), nhà thiết kế thời trang.[1]

## Người Trung Quốc họ Chung (鍾)
- Chung Thiệu Quân, 1968, Trung tướng Giải phóng quân, Chủ nhiệm Văn phòng Quân ủy, hàm Bộ trưởng.
- Chung Li Quyền/ Ly Quyền, một trong Bát Tiên của Đạo giáo
- Chung Vô Diệm, một trong 5 Ngũ xú Trung Hoa
- Chung Tử Kỳ, danh sĩ nước Sở thời Xuân Thu
- Chung Thiệu Kinh, tể tướng thời Đường Duệ Tông
- Chung Hội, danh tướng nhà Tào Ngụy cuối thời Tam Quốc
- Chung Quang Sương, là người Khách Gia, có tổ tông là quan triều Mãn Thanh
- Chung Sở Hồng, diễn viên Hồng Kông
- Chung Hán Lương, diễn viên Hồng Kông
- Chung Hân Đồng, ca sĩ, diễn viên Hồng Kông
- Chung Gia Hân, diễn viên Hồng Kông
- Chenle tên thật là 钟辰乐 (Bính Âm: Zhōng Chén Lè) (Hán Việt: Chung Thần Lạc), ca sĩ, thành viên nhóm nhạc NCT